# Boursinidia
Boursinidia is een geslacht van vlinders van de familie Uilen (Noctuidae), uit de onderfamilie Noctuinae.

## Soorten
- B. atrimedia Hampson, 1907
- B. darwini (Staudinger, 1899)
- B. havrylenkoi Köhler, 1953
- B. inca Köhler, 1979
- B. melanoleuca Hampson, 1907
- B. schachovskoyi Köhler, 1953